# Lasalgaon
Lasalgaon es una ciudad censal situada en el distrito de Nashik en el estado de Maharashtra (India). Su población es de 17360 habitantes (2011). Se encuentra a 54 km de Nashik.

## Demografía
Según el censo de 2011 la población de Lasalgaon era de 17360 habitantes, de los cuales 8884 eran hombres y 8476 eran mujeres. Lasalgaon tiene una tasa media de alfabetización del 90,81%, superior a la media estatal del 82,34%: la alfabetización masculina es del 94,33%, y la alfabetización femenina del 87,16%.